# Arthur Brown
Arthur Wilton Brown (ur. 24 czerwca 1942 w Whitby w North Yorkshire) – brytyjski wokalista i autor tekstów. Arthur Brown znany jest z występów w  grupach muzycznych Kingdom Come i The Crazy World of Arthur Brown. Od lat 60. XX w. prowadzi także solową działalność artystyczną. Charakterystyczny wizerunek Browna, a także zachowanie sceniczne wywarł wpływ w latach późniejszych m.in. na takich wykonawców jak: Alice Cooper, Peter Gabriel, Marilyn Manson, George Clinton, Kiss, King Diamond oraz Bruce Dickinson. Prawdopodobnie najpopularniejszym utworem z repertuaru piosenkarza jest „Fire” pochodzący z albumu The Crazy World of Arthur Brown (1968).